# Tallulah
La ville de Tallulah est le siège de la paroisse de Madison, dans l’État de la Louisiane, aux États-Unis. Sa population s’élevait à 7 335 habitants lors du recensement de 2010, estimée à 6 844 habitants en 2017.

## Personnalités liées
- John Littleton (1922-1998), né près de Tallulah, chanteur et compositeur, spécialisé dans la chanson chrétienne, notamment les negro spirituals et les gospels[1].

## Source de la traduction
- (en) Cet article est partiellement ou en totalité issu de l’article de Wikipédia en anglais intitulé « Tallulah, Louisiana » (voir la liste des auteurs).